# Джерело № 7 (Голятин)
Джерело № 7 — гідрологічна пам'ятка природи місцевого значення. Об'єкт розташований на території Міжгірської селищної громади Хустського району Закарпатської області, с. Голятин, урочище «Стежер».
Площа — 0,5 га, статус отриманий у 1984 році (Рішення Закарпатського облвиконкому від 23.10.1984 р. № 253).
Охороняється джерело мінеральної води та прилегла територія. Вода вуглекисла, гідрокарбонатно-кальцієво-магнієво-натрієва. Загальна мінералізація - 0,5 г/л. Мікроелементи - залізо, марганець. Для лікування захворювань органів травлення.